# Stradivari Hammer
Lo Stradivari Hammer del 1707 è un antico violino fabbricato dal liutaio italiano Antonio Stradivari di Cremona.

## Storia
Il fondo misura 36 cm. e reca l'etichetta interna: "Antonius Stradivarius Cremonensis/Faciebat Anno 1707". Risalente al 1707, fu realizzato durante il cosiddetto "periodo d'oro" di Stradivari.
Prende il nome da Christian Hammer, un collezionista svedese del XIX secolo che è il suo primo proprietario registrato. Il violino arrivò fino agli Stati Uniti nel 1911 con il violinista e insegnante Bernard Sinsheimer. Nel 1992 fu acquisita da una compagnia petrolifera giapponese in una vendita immobiliare. L'Hammer fu concesso in prestito al violinista Kyoko Takezawa, che si esibì con esso per i successivi dodici anni.
Il 16 maggio 2006, l'Hammer fece notizia quando fu venduto all'asta da Christie's a un offerente anonimo per 3,54 milioni di dollari, con un valore stimato pre-asta da 1,5 a 2,5 milioni di dollari.